# إرنست شولتس
إرنست شولتس (بالألمانية: Ernst Scholz) (و. 1874 – 1932 م) هو سياسي، وقاضي ألماني، ولد في فيسبادن، توفي في برلين، عن عمر يناهز 58 عاماً.

## مناصب
تولى منصب عضو مجلس النواب الألماني للجمهورية فايمار ‏
- عضو مجلس النواب البروسي اللوردات ‏
- عمدة
- وزير

.

## التعليم
تعلم في جامعة هايدلبرغ
.

## جوائز
حصل على جوائز منها:

Honorary doctor of the Technical University of Berlin ‏